# Yasuhide Ito
Yasuhide Itō (Japans: 伊藤康英, Itō Yasuhide) (Hamamatsu, 7 december 1960) is een Japans componist, muziekpedagoog, dirigent en pianist.

## Levensloop
In 1979 begon hij met zijn studie aan het Tokyo National University of Fine Arts and Music en deed zijn diploma daar in 1986. Hij kreeg hoge onderscheidingen voor zijn piano-uitvoeringen (Shizuoka Music Competition) en voor zijn composities (Japan Music Competition). Als componist is hij ver over de grenzen van Japan bekend, in het bijzonder met zijn talrijke werken voor harmonieorkest. Zijn Gloriosa vindt in de programma's van de harmonieorkesten in de hele wereld evenveel succes als zijn orkestwerk Festal Scenes.
In 2001 ging zijn eerste opera Mr. Cinderella in première. Naast zijn compositorische werkzaamheden is hij ook veel bekend als pianist en hij had succesrijke optredens samen met Trevor Wye, William Bennett, Steven Mead, Brian Bowman, Miura Toru en Sugawa Nobuya.
Verder is hij dirigent van de Tsukuba University Band.
Hij is ook docent aan de Tokyo National University of Fine Arts and Music, alsook aan het Senzoku Music College, het Sakuyo Music College en aan het Tokyo Conservatoire Shobi.

## Composities

### Werken voor orkest
- 1982 Sinfonia
- 1988 Saxphone Concerto
  1. Prima Parte
  2. Seconda Parte
- 1999 Festal Scenes for Orchestra
- 1999 "Gloriosa (Gururiyoza)" symfonisch gedicht voor orkest

### Werken voor harmonieorkest
- 1978 On the March
- 1979 Progres voor harmonieorkest
- 1982 Evocation voor harmonieorkest
- 1983 Concerto Fantastique pour Saxophone Alto et Orchestre d'Harmonie
- 1984 Liturgia Sinfonica voor harmonieorkest
- 1984 Rag-Time-March
- 1985 Sinfonia for Band
- 1986 Piano Concerto for Pianoforte and Band
- 1986 Festal Scenes - Jojoteki Matsuri voor harmonieorkest
- 1986 Prelude a un Opera inacheve
- 1989 Tableau voor harmonieorkest
- 1990 Gloriosa (Gururiyoza) symfonisch gedicht voor harmonieorkest
  1. Oratorio
  2. Cantus
  3. Dies Festus
- 1990 Fantasy Variations for Euphonium and Band
- 1990 Symphony
- 1991 Variations from the Northern Sea voor harmonieorkest
- 1991 Interlude a un Opera inacheve
- 1992 Rapsodia Formasa voor harmonieorkest
- 1992 Overture voor harmonieorkest
- 1992 Fuji symfonische schets voor harmonieorkest
- 1992 Fantasia Classica voor harmonieorkest
- 1993 Fanfares for National Athletic Meet at Fukushima
- 1993 March, Wind & Sun
- 1993 Preludio Celebrativo voor harmonieorkest
- 1993 Soma Festival March
- 1993 Soma Festival March No.2
- 1993 Remembrance II
- 1993 Funa-Uta (Boat Song) voor harmonieorkest
  1. Kompira Fune-fune
  2. Ondo no Funa-uta
- 1994 A Jubilee Symphony
- 1994 Three Scenes from Soma (suite)
  1. Fanfare
  2. Shin-soma-bushi
  3. Soma festival march
- 1994 Chopin Fantasy
- 1995 Melodies voor harmonieorkest
- 1995 Preludio Celebrativo voor harmonieorkest
- 1995 Hamamatsu Overture
- 1995 Sonata Classica voor harmonieorkest
- 1996 A la Suite Classique voor harmonieorkest
  1. Allemande en forme de Tango
  2. Sarabande en forme de Chaconne
  3. Gavotte en forme de Habanera
  4. Gigue en forme de Zapateado
- 1996 Meguru Kisetsu ni voor harmonieorkest
- 1998 Ryukuan Fantasy voor harmonieorkest
- 1998 Maiko Spring March
- 1998 Festeggiamo e Cantiamo Musica Festiva per Banda
- 1998 La Vita symfonie in drie scènes 
  1. La Sinfonia
  2. Una Poeta
  3. La Vita
- 1999 Kokiriko alla Marcia[1]
- 1999 Ryukuan Fantasy voor piano en harmonieorkest
- 2000 Go For Broke symfonisch gedicht voor harmonieorkest
- 2000 As Time is passing on symfonisch gedicht voor harmonieorkest
- 2000 As Time is passing on symfonische beweging voor harmonieorkest
- 2001 Pacem et gloriam pro nobis ouverture voor harmonieorkest
- 2001 March "The Three Tops Hill"
- 2001 March "Over the Century"
- 2001 March "Over the Wind"
- 2002 Choral Fantasy symfonisch gedicht voor harmonieorkest
- 2002 Get well, Maestro
- 2002 March "fuji no Yama"
- 2003 Rapsodia di Toyama voor harmonieorkest
- 2003 Dona Nobis Pacem per Band
- 2004 Mokuseino Fantasy (A Jupiter Fantasy)[2]
- 2005 March for Mars
- 2005 The Earth
- 2005 The Planets trilogie voor harmonieorkest
  1. March for Mars
  2. The Earth
  3. A Jupiter Fantasy
- 2005 Euphonium Concerto
- 2005 Sinfonia Singaporiana
- 2005 Get Well Maestro - In Memory of Maestro Frederick Fennell
- 2009 Morning Songs in Hiroshima (Hiroshima no Asa no Uta)[3]
- March "La Vita sola una volta"[4]

### Toneelwerken
- 2001 Mr.Cinderella opera in 2 aktes

### Vocale muziek
- 1981 Regina Nivis voor twee sopranen, fluit, klarinet, saxofoon, viool, cello, piano en slagwerk
- 1996 Meguru Kisetsu ni voor zang en pianokwintet (2 violen, altviool, cello en piano)

### Kamermuziek
- 1979 Sonata c-klein voor fluit en piano
- 1986 Graduation voor eufonium en piano
- 1986 Mouvement Supplementaire a "ZWEISAMKEIT" voor altsaxofoon en piano
- 1988 Variations on a theme by Rameau voor altsaxofoon en piano
- 1991 Ode voor trompet en piano
- 1992 Overture voor twee fluiten, twee hobo's, twee klarinetten, twee altsaxofoons, twee fagotten, twee hoorns, twee trompetten, twee trombones en tuba
- 1993 Remembrance voor viool en piano
- 1994 Fanfare for Hamamatsu City voor piccolo, fluit, hobo, klarinet, saxofoon, hoorn, trombone, eufonium, tuba, contrabas, pauken en slagwerk
- 1994 Chopin Fantasy voor piano, piccolo, fluit, hobo, saxofoon, fagot en hoorn
- 1996 Kenyan Fantasy suite voor twee fluiten en pinao (vierhandig)
- 1997 Concerto Fantastique voor twee piano's en optional slagwerk
- 1998 Ode voor saxofoon, trompet en piano
- 1999 Fantasy on a theme of Jupiter voor fluit en piano
- 2000 Sonata voor fluit en piano
- 2001 Kokiriko alla Marcia voor sopraansaxofoon, marimba, slagwerk en piano
- 2001 Ryukuann Fantasy voor twee violen, altviool, cello, contrabas en piano
- 2002 Liebestreu voor viool en piano
- 2003 L'insalata del Sassofono suite voor sopraansaxofoon en piano 
  1. Antipasto misto
  2. Spaghetti Macedonia
  3. Agnello arrosto
  4. Insalata di Cesare
  5. Gelato con caffe
- 2003 A la Suite Classique voor eufonium en piano
  1. Prelude
  2. Allemande en forme de Tango
  3. Sarabande en forme de chaconne
  4. Interlude l'imitation de Mr. L. Couperin
  5. Gavotte en forme de Habanera
  6. Menuet forme de Musette
  7. Gigue en forme de Zapateado
- 2003 Gelato con caffe voor altsaxofoon en piano
- 2003 Lucky Nine voor klarinet en piano
- 2004 The Spanish horn voor hoornkwartet
- 2004 Prelude voor eufonium en piano

### Werken voor slagwerk
- 2000 La Danza voor slagwerksextet
- 2002 Kenyan Fantasy suite voor marimbasextet
- Fantaisie de Bali '84 voor slagwerksextet

### Publicaties
- Kangakki no Meikyoku Meienso (The Masterpieces and Great Performances of Wind Instruments)

## Media
1. ↑  Kokiriko alla Marcia door "Senzoku Gakuen College of Music Wind Ensemble" o.l.v. Yasuhide Ito
2. ↑  Mokuseino Fantasy (A Jupiter Fantasy) door "Senzoku Gakuen College of Music Wind Ensemble" o.l.v. Yasuhide Ito
3. ↑  Morning Songs in Hiroshima door "Senzoku Gakuen College of Music Wind Ensemble" o.l.v. Yasuhide Ito
4. ↑  March "La Vita sola una volta" door "Senzoku Gakuen College of Music Wind Ensemble" o.l.v. Yasuhide Ito

- CiNii: DA05761296
- Gemeinsame Normdatei: 1024304248
- International Standard Name Identifier: 0000 0001 1500 4491
- Library of Congress Control Number: nr94037505
- MusicBrainz: de27bf92-3d6c-4067-992c-eb4e1c926163
- Bibliotheek van het Japanse parlement: 00532081
- Nationale Bibliotheek van Israël: 987007350275905171
- Virtual International Authority File: 166500200
- WorldCat: E39PBJhGVhm9G866Fchb8ffpfq